# Lac de Las Playas
Le lac de Las Playas est un lac de barrage situé dans le département d'Antioquia, en Colombie.  

## Géographie
Le lac de Las Playas est situé dans la municipalité de San Rafael, à 70 km à l'est de la ville de Medellín. 
Il a un volume de 85 millions de m3, pour une superficie de 32 km2.